# Batalla de Jiquilpan
La batalla de Jiquilpan o batalla de la Trasquila tuvo lugar el 22 de noviembre de 1864 en las inmediaciones de Jiquilpan, en el estado de Michoacán, México, entre elementos del ejército mexicano de la república, al mando del general José María Arteaga y tropas francesas al servicio del Segundo Imperio Mexicano comandadas por el general Justin Clinchant y el contraguerrillero Rito Sabalsa compuesta de soldados franceses y conservadores mexicanos durante la Segunda Intervención Francesa en México: el resultado fue una victoria imperialista y un completo desastre para los republicanos, dejando muerto al general republicano Pedro Moreno, quien era originario de Guadalajara así como homónimo de Pedro Moreno, el insurgente mexicano.
- Datos: Q5722552